# Bajang (Mlarak)
Bajang is een bestuurslaag in het regentschap Ponorogo van de provincie Oost-Java, Indonesië. Bajang telt 2070 inwoners (volkstelling 2010).